# Sansevieria phillipsiae
Sansevieria phillipsiae ist eine Pflanzenart aus der Gattung Sansevieria in der Familie der Spargelgewächse (Asparagaceae). Das Artepitheton ehrt die Begleiterin von Edith Cole, die Entdeckerin Frau Lort Phillips.

## Beschreibung
Sansevieria phillipsiae wächst stammbildend in Gruppen bis 38 Zentimeter hoch als ausdauernde, aufrecht stehende und sukkulente Pflanze mit oberirdischen Ausläufern. Der aufrechte Stamm ist an oder oberhalb der Basis verzweigt. Die Ausläufer sind bis zu 20 Zentimeter lang und 1,3 Zentimeter stark. Die fünf bis zehn rosettig stehenden Laubblätter sind aufsteigend, später ausgebreitet und zylindrisch geformt. Sie haben eine tiefe Rinne auf den untersten 5 bis 9 Zentimetern der Oberseite. Die einfache Blattspreite ist 10 bis 46 Zentimeter lang und 1 bis 2 Zentimeter dick. Sie verschmälert sich allmählich in eine 2 bis 3 Millimeter lange, braun zugespitzte, harte Spreitenspitze. Die Blätter sind leicht bläulich dunkelgrün, jung mit blasser grünen Querbändern. Der Spreitenrand ist weiß. Die Blattoberfläche ist glatt.
Die einfach ährigen Blütenstände sind 35 bis 46 Zentimeter hoch. Die Rispen sind 23 bis 30 Zentimeter lang und mit drei bis sechs Blüten pro Büschel besetzt. Das eiförmig-lanzettlich geformte Tragblatt ist zugespitzt und 3 bis 6 Millimeter lang. Der Blütenstiel ist zirka 3 Millimeter lang. Die Blütenhüllblätter sind weiß. Die Blütenröhre ist 1 Zentimeter lang. Die Zipfel sind 1 bis 1,5 Zentimeter lang.

## Verbreitung
Sansevieria phillipsiae ist in Äthiopien und in Somalia im Schatten von Bäumen in 1250 bis 1450 Metern Höhe verbreitet.

## Taxonomie
Die Erstbeschreibung von Sansevieria phillipsiae erfolgte 1913 durch Nicholas Edward Brown.

## Nachweise